# Hal Lindes
Hal Andrew Lindes (Monterey, 30. lipnja 1953.) britanski i američki je gitarist i skladatelj filmske glazbe. Član sastava Dire Straits postaje 1981. nakon završetka snimanja albuma Making Movies. Sastav napušta početkom 1985. tijekom snimanja albuma Brothers in Arms.
Nakon odlaska iz Dire Straitsa posvetio se pisanju glazbe za filmove, a jedno od zapaženih ostvarenja je glazba u filmu Dečki su se vratili. Sudjelovao je i kao prateći glazbenik na mnogim albumima kao što su Private Dancer Tine Turner te Vigil in a Wilderness of Mirrors škotskog pjevača Fisha.

## Vanjske poveznice
- Službena stranica
- Hal Lindes u internetskoj bazi filmova IMDb-u (engl.)